# وایگندورف
وایگندورف (به آلمانی: Weigendorf) یک شهر در آلمان است که در امبرگ-سولزباخ واقع شده‌است. وایگندورف ۱٬۲۵۹ نفر جمعیت دارد.